# Édika

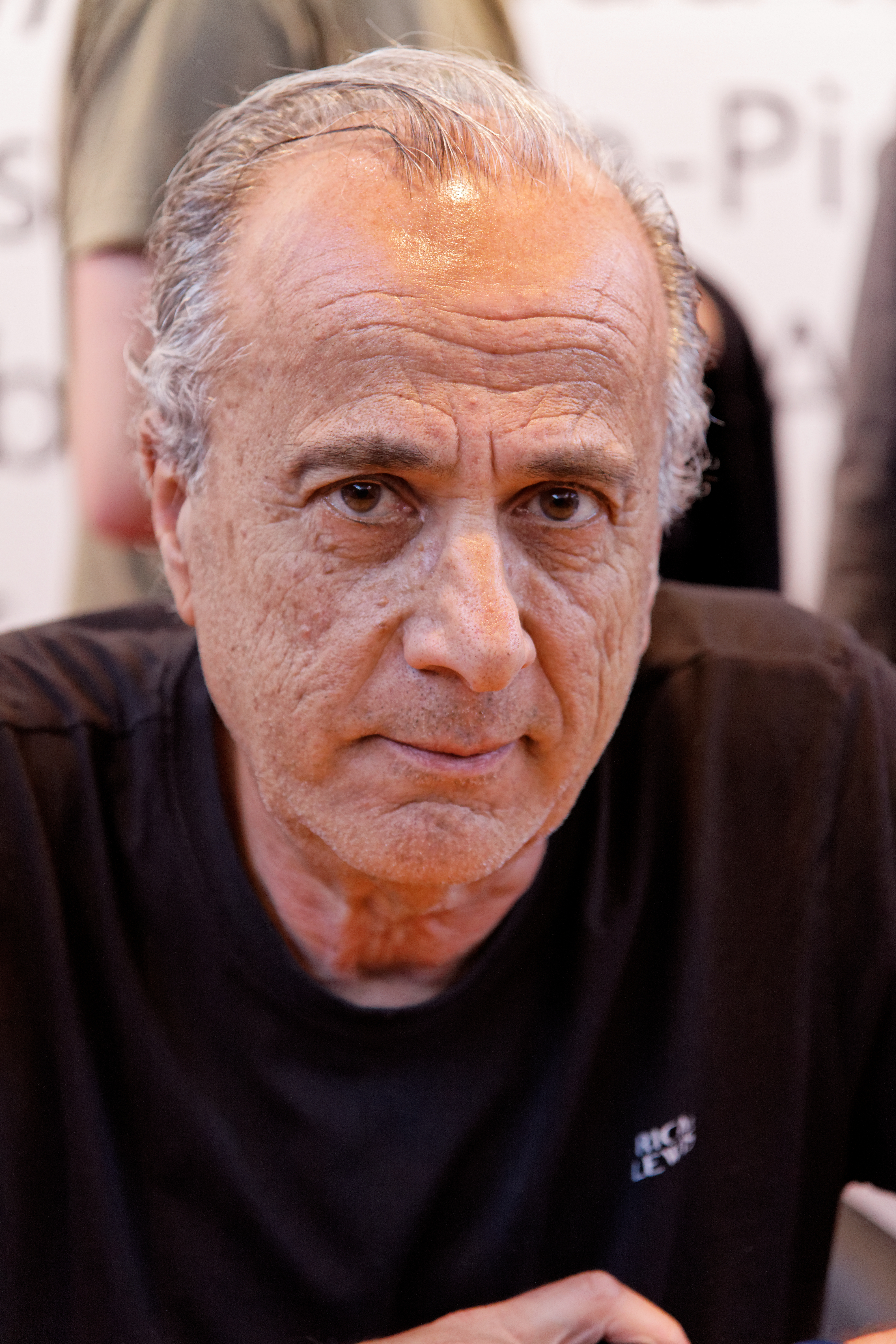
Édika (2012)

Édika (* 27. Januar 1940 in Heliopolis, Ägypten) ist der Künstlername des französischen Comiczeichners und -autors Édouard Karali.

## Leben
Édika begann seine berufliche Karriere in der Werbebranche in Ägypten, zog dann aber Ende der 1970er Jahre nach Frankreich, wo er schon bald erste Veröffentlichungen seiner Comics im Charlie Mensuel feiern konnte. Édikas Familie hat mittlerweile einige bekannte Namen der französischen Szene hervorgebracht, so auch Édikas kleinen Bruder Carali, in dessen Comicmagazin Psykopat Édika später auch veröffentlichte. Seit 1979 arbeitete Édika jedoch hauptsächlich für das Magazin Fluide Glacial.
1981 erschien das erste Édika-Album in Frankreich (Debiloff profondikoum), dem zahlreiche weitere folgten. In den 1980er und 1990er Jahren erschienen mehrere Édika-Bände in Deutschland, dort erschienen seine Comics seit den frühen 1980er Jahren im Magazin U-Comix. Das Magazin aus dem Volksverlag litt unter häufiger Indizierung durch die Bundesprüfstelle für jugendgefährdende Medien, was nicht selten an den darin von Édika veröffentlichten Beiträgen lag.

## Stil
Édika prägt einen quirligen, teils wirr wirkenden Zeichenstil. Seine Geschichten eskalieren oft in wilden Sexszenen, die, wie die Geschichten überhaupt, absurd verlaufen. Nicht wenige enden ohne Pointe.
Édika arbeitet – in seinem Rahmen – immer am äußersten Extrem. Bei ihm gibt es keine sexuellen Andeutungen, sondern gleich Überzeichnungen. Seine Charaktere, gelegentlich auch Tiere, sind endlos schwach und geben sich stets ihren Trieben hin, meist auf skurrile, überzeichnete Art. Gewalt – wie extrem auch immer – ist bei ihm immer als komisch grotesk erkennbar. Sein Frauenbild verbindet das hilflos hässliche, mit dem unwiderstehlich anziehenden: Männer wie Frauen, wie Kinder wie Tiere sind bei ihm allesamt liebenswerte Nasenmännchen, Opfer ihrer Umstände.
Da er immer wieder die fiktive Ebene des Comic-Geschehens verlässt, um Figuren aus den Bildrahmen klettern zu lassen oder darzustellen, dass er noch einige Seiten zeichnen muss, um sein Gehalt zu bekommen, lässt er auch zum Ende einiger Geschichten die Bildrahmen immer kleiner werden, weil er die Geschichte eben im gegebenen Seitenumfang nicht zu Ende erzählen kann.
Wiederkehrende Charaktere sind der erwachsene Mann Bronski Proko und gelegentlich seine Familie: Ehefrau Olga und die Kinder Paganini (oder nur „Nini“) und Georges. Zu der Familie gehört auch ein nichts-sprechender Kater, der ansonsten menschliches Verhalten zeigt, namens Clarke Gaybeul.

## Auswahl der in Deutschland erschienenen Comics
Beim Alpha-Comic Verlag erschienen folgende Bände:
- Mit Weichspüler
- Knock out!
- Horn flambiert
- Völlig ausgeflippt
- Der Debil-Fundamentalist
- Blödmannski Totalnikoff
- Harrgott Margot
- und diverse Einzel-Episoden in U-Comix